# 小行星列表/123201-123300
| 名稱              | 臨時編號   | 發現日期       | 發現地點 | 發現者                 |
| ----------------- | ---------- | -------------- | -------- | ---------------------- |
| 小行星123201      | 2000 UK24  | 2000年10月24日 | 索科罗   | 林肯近地小行星研究小组 |
| 小行星123202      | 2000 UG25  | 2000年10月24日 | 索科罗   | 林肯近地小行星研究小组 |
| 小行星123203      | 2000 UV27  | 2000年10月25日 | 索科罗   | 林肯近地小行星研究小组 |
| 小行星123204      | 2000 UX27  | 2000年10月25日 | 索科罗   | 林肯近地小行星研究小组 |
| 小行星123205      | 2000 UZ27  | 2000年10月25日 | 索科罗   | 林肯近地小行星研究小组 |
| 小行星123206      | 2000 UA28  | 2000年10月25日 | 索科罗   | 林肯近地小行星研究小组 |
| 小行星123207      | 2000 UC28  | 2000年10月25日 | 索科罗   | 林肯近地小行星研究小组 |
| 小行星123208      | 2000 UO29  | 2000年10月24日 | 索科罗   | 林肯近地小行星研究小组 |
| 小行星123209      | 2000 UW32  | 2000年10月29日 | 基特峰   | 太空监视               |
| 小行星123210      | 2000 UW34  | 2000年10月24日 | 索科罗   | 林肯近地小行星研究小组 |
| 小行星123211      | 2000 UW36  | 2000年10月24日 | 索科罗   | 林肯近地小行星研究小组 |
| 小行星123212      | 2000 UY36  | 2000年10月24日 | 索科罗   | 林肯近地小行星研究小组 |
| 小行星123213      | 2000 UK37  | 2000年10月24日 | 索科罗   | 林肯近地小行星研究小组 |
| 小行星123214      | 2000 UX37  | 2000年10月24日 | 索科罗   | 林肯近地小行星研究小组 |
| 小行星123215      | 2000 UG38  | 2000年10月24日 | 索科罗   | 林肯近地小行星研究小组 |
| 小行星123216      | 2000 UZ39  | 2000年10月24日 | 索科罗   | 林肯近地小行星研究小组 |
| 小行星123217      | 2000 UF40  | 2000年10月24日 | 索科罗   | 林肯近地小行星研究小组 |
| 小行星123218      | 2000 UN40  | 2000年10月24日 | 索科罗   | 林肯近地小行星研究小组 |
| 小行星123219      | 2000 UC41  | 2000年10月24日 | 索科罗   | 林肯近地小行星研究小组 |
| 小行星123220      | 2000 UR41  | 2000年10月24日 | 索科罗   | 林肯近地小行星研究小组 |
| 小行星123221      | 2000 UQ44  | 2000年10月24日 | 索科罗   | 林肯近地小行星研究小组 |
| 小行星123222      | 2000 UX46  | 2000年10月24日 | 索科罗   | 林肯近地小行星研究小组 |
| 小行星123223      | 2000 UH47  | 2000年10月24日 | 索科罗   | 林肯近地小行星研究小组 |
| 小行星123224      | 2000 UR48  | 2000年10月24日 | 索科罗   | 林肯近地小行星研究小组 |
| 小行星123225      | 2000 UW48  | 2000年10月24日 | 索科罗   | 林肯近地小行星研究小组 |
| 小行星123226      | 2000 UD49  | 2000年10月24日 | 索科罗   | 林肯近地小行星研究小组 |
| 小行星123227      | 2000 UP49  | 2000年10月24日 | 索科罗   | 林肯近地小行星研究小组 |
| 小行星123228      | 2000 UE50  | 2000年10月24日 | 索科罗   | 林肯近地小行星研究小组 |
| 小行星123229      | 2000 UT52  | 2000年10月24日 | 索科罗   | 林肯近地小行星研究小组 |
| 小行星123230      | 2000 UL53  | 2000年10月24日 | 索科罗   | 林肯近地小行星研究小组 |
| 小行星123231      | 2000 UC55  | 2000年10月24日 | 索科罗   | 林肯近地小行星研究小组 |
| 小行星123232      | 2000 UQ56  | 2000年10月25日 | 索科罗   | 林肯近地小行星研究小组 |
| 小行星123233      | 2000 US56  | 2000年10月25日 | 索科罗   | 林肯近地小行星研究小组 |
| 小行星123234      | 2000 UO57  | 2000年10月25日 | 索科罗   | 林肯近地小行星研究小组 |
| 小行星123235      | 2000 UP57  | 2000年10月25日 | 索科罗   | 林肯近地小行星研究小组 |
| 小行星123236      | 2000 UX57  | 2000年10月25日 | 索科罗   | 林肯近地小行星研究小组 |
| 小行星123237      | 2000 UH58  | 2000年10月25日 | 索科罗   | 林肯近地小行星研究小组 |
| 小行星123238      | 2000 UN58  | 2000年10月25日 | 索科罗   | 林肯近地小行星研究小组 |
| 小行星123239      | 2000 UQ58  | 2000年10月25日 | 索科罗   | 林肯近地小行星研究小组 |
| 小行星123240      | 2000 UU59  | 2000年10月25日 | 索科罗   | 林肯近地小行星研究小组 |
| 小行星123241      | 2000 UL60  | 2000年10月25日 | 索科罗   | 林肯近地小行星研究小组 |
| 小行星123242      | 2000 US61  | 2000年10月25日 | 索科罗   | 林肯近地小行星研究小组 |
| 小行星123243      | 2000 UW63  | 2000年10月25日 | 索科罗   | 林肯近地小行星研究小组 |
| 小行星123244      | 2000 UY64  | 2000年10月25日 | 索科罗   | 林肯近地小行星研究小组 |
| 小行星123245      | 2000 UC65  | 2000年10月25日 | 索科罗   | 林肯近地小行星研究小组 |
| 小行星123246      | 2000 UO65  | 2000年10月25日 | 索科罗   | 林肯近地小行星研究小组 |
| 小行星123247      | 2000 UL67  | 2000年10月25日 | 索科罗   | 林肯近地小行星研究小组 |
| 小行星123248      | 2000 UT67  | 2000年10月25日 | 索科罗   | 林肯近地小行星研究小组 |
| 小行星123249      | 2000 UK68  | 2000年10月25日 | 索科罗   | 林肯近地小行星研究小组 |
| 小行星123250      | 2000 UN68  | 2000年10月25日 | 索科罗   | 林肯近地小行星研究小组 |
| 小行星123251      | 2000 UP68  | 2000年10月25日 | 索科罗   | 林肯近地小行星研究小组 |
| 小行星123252      | 2000 UG69  | 2000年10月25日 | 索科罗   | 林肯近地小行星研究小组 |
| 小行星123253      | 2000 UC70  | 2000年10月25日 | 索科罗   | 林肯近地小行星研究小组 |
| 小行星123254      | 2000 UT70  | 2000年10月25日 | 索科罗   | 林肯近地小行星研究小组 |
| 小行星123255      | 2000 UM71  | 2000年10月25日 | 索科罗   | 林肯近地小行星研究小组 |
| 小行星123256      | 2000 US73  | 2000年10月26日 | 索科罗   | 林肯近地小行星研究小组 |
| 小行星123257      | 2000 UT73  | 2000年10月26日 | 索科罗   | 林肯近地小行星研究小组 |
| 小行星123258      | 2000 UO74  | 2000年10月30日 | 索科罗   | 林肯近地小行星研究小组 |
| 小行星123259      | 2000 UV74  | 2000年10月31日 | 索科罗   | 林肯近地小行星研究小组 |
| 小行星123260      | 2000 UR76  | 2000年10月24日 | 索科罗   | 林肯近地小行星研究小组 |
| 小行星123261      | 2000 UO77  | 2000年10月24日 | 索科罗   | 林肯近地小行星研究小组 |
| 小行星123262      | 2000 UJ78  | 2000年10月24日 | 索科罗   | 林肯近地小行星研究小组 |
| 小行星123263      | 2000 UO78  | 2000年10月24日 | 索科罗   | 林肯近地小行星研究小组 |
| 小行星123264      | 2000 US78  | 2000年10月24日 | 索科罗   | 林肯近地小行星研究小组 |
| 小行星123265      | 2000 UA80  | 2000年10月24日 | 索科罗   | 林肯近地小行星研究小组 |
| 小行星123266      | 2000 UY81  | 2000年10月25日 | 索科罗   | 林肯近地小行星研究小组 |
| 小行星123267      | 2000 UK82  | 2000年10月26日 | 索科罗   | 林肯近地小行星研究小组 |
| 小行星123268      | 2000 UQ82  | 2000年10月29日 | 索科罗   | 林肯近地小行星研究小组 |
| 小行星123269      | 2000 UT84  | 2000年10月31日 | 索科罗   | 林肯近地小行星研究小组 |
| 小行星123270      | 2000 UB85  | 2000年10月31日 | 索科罗   | 林肯近地小行星研究小组 |
| 小行星123271      | 2000 UA88  | 2000年10月31日 | 索科罗   | 林肯近地小行星研究小组 |
| 小行星123272      | 2000 UN89  | 2000年10月31日 | 索科罗   | 林肯近地小行星研究小组 |
| 小行星123273      | 2000 UO90  | 2000年10月24日 | 索科罗   | 林肯近地小行星研究小组 |
| 小行星123274      | 2000 UZ90  | 2000年10月25日 | 索科罗   | 林肯近地小行星研究小组 |
| 小行星123275      | 2000 UO91  | 2000年10月25日 | 索科罗   | 林肯近地小行星研究小组 |
| 小行星123276      | 2000 UO93  | 2000年10月25日 | 索科罗   | 林肯近地小行星研究小组 |
| 小行星123277      | 2000 UU93  | 2000年10月25日 | 索科罗   | 林肯近地小行星研究小组 |
| 小行星123278      | 2000 UG95  | 2000年10月25日 | 索科罗   | 林肯近地小行星研究小组 |
| 小行星123279      | 2000 UP96  | 2000年10月25日 | 索科罗   | 林肯近地小行星研究小组 |
| 小行星123280      | 2000 UT96  | 2000年10月25日 | 索科罗   | 林肯近地小行星研究小组 |
| 小行星123281      | 2000 UY96  | 2000年10月25日 | 索科罗   | 林肯近地小行星研究小组 |
| 小行星123282      | 2000 US97  | 2000年10月25日 | 索科罗   | 林肯近地小行星研究小组 |
| 小行星123283      | 2000 UH98  | 2000年10月25日 | 索科罗   | 林肯近地小行星研究小组 |
| 小行星123284      | 2000 UZ98  | 2000年10月25日 | 索科罗   | 林肯近地小行星研究小组 |
| 小行星123285      | 2000 UE99  | 2000年10月25日 | 索科罗   | 林肯近地小行星研究小组 |
| 小行星123286      | 2000 UG99  | 2000年10月25日 | 索科罗   | 林肯近地小行星研究小组 |
| 小行星123287      | 2000 UK99  | 2000年10月25日 | 索科罗   | 林肯近地小行星研究小组 |
| 小行星123288      | 2000 UV99  | 2000年10月25日 | 索科罗   | 林肯近地小行星研究小组 |
| 小行星123289      | 2000 UC100 | 2000年10月25日 | 索科罗   | 林肯近地小行星研究小组 |
| 小行星123290Manoa | 2000 UH100 | 2000年10月25日 | 索科罗   | 林肯近地小行星研究小组 |
| 小行星123291      | 2000 UH101 | 2000年10月25日 | 索科罗   | 林肯近地小行星研究小组 |
| 小行星123292      | 2000 UT101 | 2000年10月25日 | 索科罗   | 林肯近地小行星研究小组 |
| 小行星123293      | 2000 UU102 | 2000年10月25日 | 索科罗   | 林肯近地小行星研究小组 |
| 小行星123294      | 2000 UX102 | 2000年10月25日 | 索科罗   | 林肯近地小行星研究小组 |
| 小行星123295      | 2000 UH103 | 2000年10月25日 | 索科罗   | 林肯近地小行星研究小组 |
| 小行星123296      | 2000 UJ104 | 2000年10月25日 | 索科罗   | 林肯近地小行星研究小组 |
| 小行星123297      | 2000 UC105 | 2000年10月29日 | 索科罗   | 林肯近地小行星研究小组 |
| 小行星123298      | 2000 UB110 | 2000年10月31日 | 索科罗   | 林肯近地小行星研究小组 |
| 小行星123299      | 2000 UG111 | 2000年10月26日 | 基特峰   | 太空监视               |
| 小行星123300      | 2000 UF112 | 2000年10月31日 | 索科罗   | 林肯近地小行星研究小组 |